# 635 Вундтія
635 Вундтія (635 Vundtia) — астероїд головного поясу, відкритий 9 червня 1907 року у Гейдельберзі.
Тіссеранів параметр щодо Юпітера — 3,177.